# 9533 Aleksejleonov
9533 Aleksejleonov (1981 SA7) là một tiểu hành tinh vành đai chính được phát hiện ngày 28 tháng 9 năm 1981 bởi L. V. Zhuravleva ở Đài vật lý thiên văn Crimean.